# Patricia Belcher
Patricia Belcher (Helena, Montana, 7 de abril de 1954) es una actriz de televisión estadounidense, conocida por su rol como la estricta Estelle Dabney en la sitcom de Disney Channel Original Series Good Luck Charlie y como la fiscal Caroline Julian en la serie Bones.

## Biografía
Belcher nació en Helena, Montana. Belcher ha hecho muchas apariciones en películas, incluyendo El número 23, Mentes en blanco, Jeepers Creepers, Heartbreakers y en 2009, (500) Days of Summer. También ha hecho apariciones en series de televisión, incluyendo Boston Legal, The Jake Effect Twins, The Proud Family, Sabrina, Still Standing y How I Met Your Mother (capítulo 8 de la 2.ª temporada: "Atlantic City"). Belcher está actualmente produciendo su rol de 2008 en la película Lower Learning como 'Colette'. También tuvo un cameo en la serie de televisión Community como una trabajadora de cafetería. Tiene un rol recurrente como la fiscal Caroline Julian en Bones.
Ha participado en comerciales de TV para productos como Staples y Time Warner, así como para la American Cancer Society. Actualmente protagoniza el papel de Mrs. Dabney en la nueva serie de Disney Channel ¡Buena Suerte, Charlie!. También realizó un pequeño papel en La Extraña vida de Timothy Green.

## Series
- A todo Ritmo, Jessie y Jessie (Mrs. Tisdale)
- A Todo Ritmo con Charlie y ¡Buena Suerte, Charlie! (Mrs. Dabney)
- 23
- Sin Nada en Mente
- Jeepers Creepers
- Heartbreakers
- (500) Days of Summer
- Boston Legal
- The Jake Effect
- Twins
- La Familia Proud
- Sabrina
- Still Standing
- Lower Learning (Colette)
- Community
- Bones
- Malcolm in the middle
- How to Get Away with Murder
- Lucifer (serie de televisión)
- I Didn't Do It T2:E17 (Dulce)
- 9-1-1